# لويس ماريا إتشبيريا
لويس ماريا إتشبيريا ، من مواليد 23 مارس 1940 ، لاعب كرة قدم إسباني سابق.
لعب مع منتخب إسبانيا لكرة القدم.

## روابط خارجية
- لويس ماريا إتشبيريا على موقع الاتحاد الدولي (مؤرشف)  (الإنجليزية)
- لويس ماريا إتشبيريا على موقع قاعدة بيانات كرة القدم.إي يو (الإنجليزية)
- لويس ماريا إتشبيريا على موقع ناشيونال فوتبول تيمز (الإنجليزية)